# Kantelen

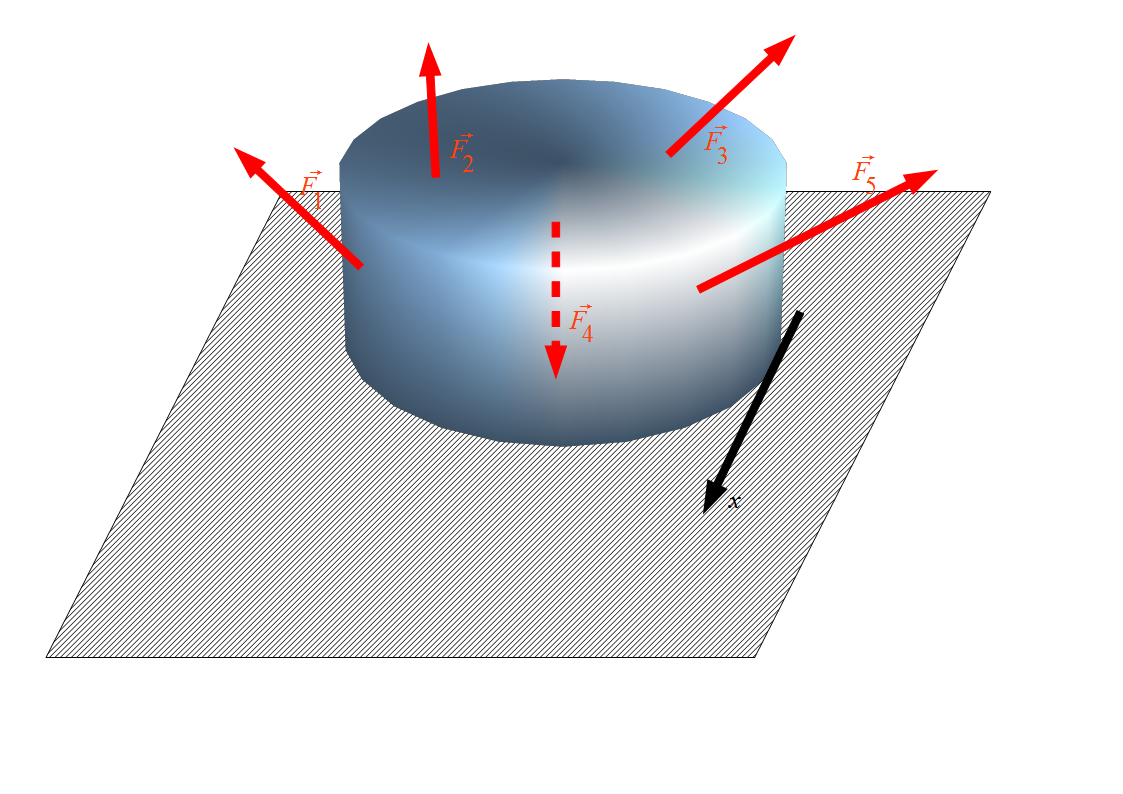
Algemeen principe van het kantelen

Kantelen is het verschijnsel dat een lichaam rustend op een ander zijn evenwicht verliest en toch contact houdt, volgens punten die op een rechte gelegen zijn.
Algemeen: het lichaam kantelt niet om een bepaalde as als het  moment van de uitwendige krachten (gewicht inbegrepen)  om die as zodanig is dat het lichaam tegen zijn steunvlak gedrukt wordt. In de figuur moet de som van de momenten om de x-as positief zijn opdat het lichaam niet zou kantelen.

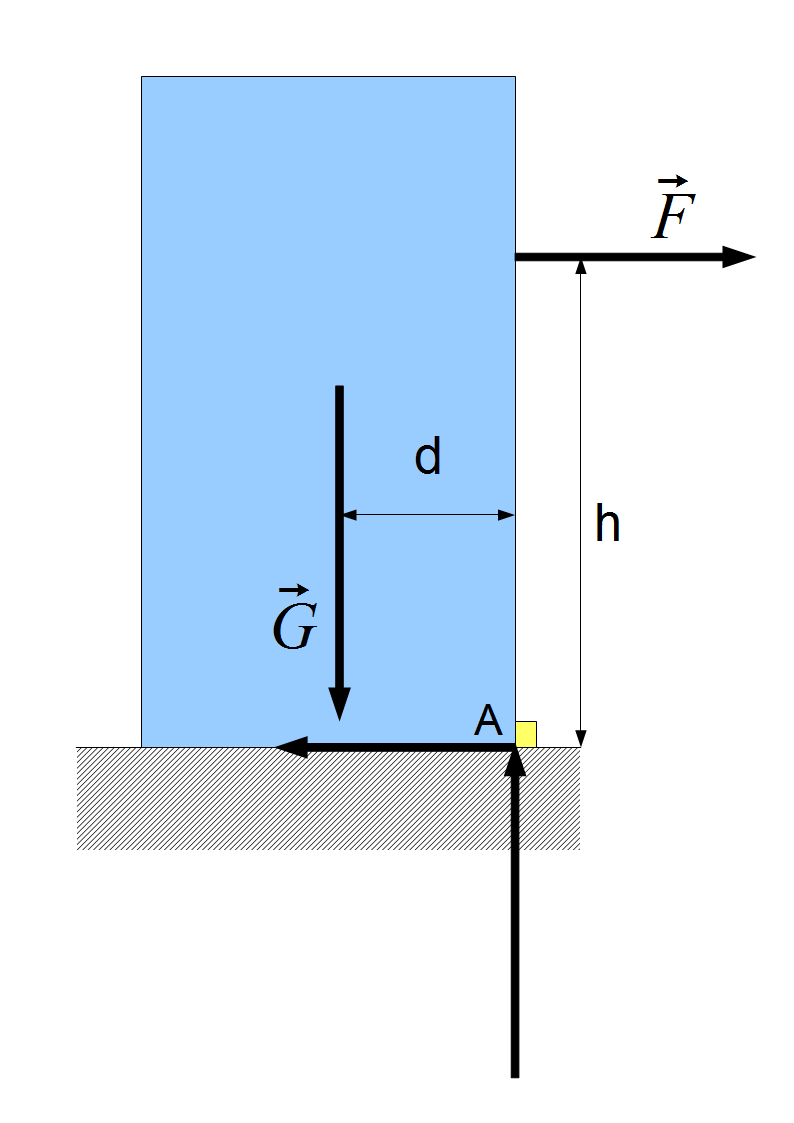
Kantelen van een blok waarop een horizontale kracht werkt.
(Geel blokje: vermijden van glijden)

De situatie van een blok op een vlakke ondergrond, met één horizontale kracht F kan eenvoudig uitgelegd worden. Bij steeds groter wordende kracht F schuift de kracht van de ondergrond steeds richting het contactpunt A op. Er treedt juist kanteling op als F.h=G.d.
Er treedt geen kanteling op als de blok door de combinatie van F en G tegen zijn steunvlak gedrukt wordt. Neemt men dus een x-as door A naar voor, bij G.d-F.h>0 treedt er geen kantelen op. 